# Franz Breisig
Franz Breisig (Elberfeld, 19 de abril de 1868 — Berlim, 1934) foi um matemático alemão.
É conhecido principalmente por seu trabalho sobre quadripolos.

## Publicações
- Breisig, Dr F, Theoretische Telegraphie, Braunschweig, F. Vieweg und Sohn, 1910.

## Patentes
- Breisig, F, Method and Arrangement for Determining Crosstalk in Multicircuit Systems, US patent 492 034, filed 13 Aug 1921, issued 30 Jun 1925